# مبارك خميس (لاعب)
مبارك خميس ، لاعب كرة قدم بحريني سابق.
و قد كان يلعب مع منتخب البحرين لكرة القدم.

## كأس الخليج 1994
و قد سجل هدف في مرمى منتخب السعودية لكرة القدم.